# Stuart Easton
Stuart Easton (* 21. Juli 1983 in Hawick) ist ein britischer Motorradrennfahrer.

## Karriere
Easton begann 1999 mit dem Rennsport in der 125-cm³-Klasse. Die British Supersport Championship gewann er zweimal. International bei FIM  Veranstaltungen nahm Easton sporadisch an der Superbike-Weltmeisterschaft, der Supersport-Weltmeisterschaft und der 250-cm³-Klasse der Motorrad-Weltmeisterschaft teil.
Seit 2006 bestreitet er auch vermehrt Straßenrennen. Bei den europäischen Events konnte er bisher noch keine Siege einfahren. Easton ist eng mit Tony Rutter befreundet und unterstützte diesen 2009 bei dessen TT-Teilnahme in der Boxencrew.
2011 verunglückte Stuart Easton beim North West 200. Die Verletzungen beeinträchtigten ihn noch in der Saison des Folgejahres. Einen erneuten schweren Unfall ereilte ihn 2015 in der BSB in Brands Hatch bei über 220 km/h, den er verhältnismäßig glimpflich mit einem gebrochenen Bein überstand.

## Siegestatistik
| Jahr | Klasse       | Maschine | Rennen             |
| ---- | ------------ | -------- | ------------------ |
| 2002 | Supersport   | Ducati   | Britischer Meister |
| 2008 | Solomotorrad | Honda    | Macau Grand Prix   |
| 2009 | Solomotorrad | Honda    | Macau Grand Prix   |
| 2010 | Solomotorrad | Kawasaki | Macau Grand Prix   |
| 2013 | Supersport   | Yamaha   | Britischer Meister |
| 2014 | Solomotorrad | Kawasaki | Macau Grand Prix   |